# Легат Стојана Новаковића
Легат Стојана Новаковића је библиотека српског политичара, државника, дипломате, управника Народне библиотеке Србије и научног радника која је једним делом припала Универзитетској библиотеци Светозар Марковић у Београду.

## Историјат
Захваљујући Задужбини Луке Ћеловића која ју је купила, а затим поклонила Универзитету у Београду део библиотеке Стојана Новаковића припао је Универзитетској библиотеци у Београду. Библиотека је припала Српском семинару, који је уступио Библиотеци оно што њему није било потребно. Из тог разлога је библиотека Стојана Новаковића, која је садржавала ретка и стручна дела из свих грана наше националне науке, посебно српске историје и словенске лингвистике, доспела у Универзитетску библиотеку знатно осиромашена, изгубивши првобитни карактер стручне целине. Ипак у посебној библиотеци у Универзитетској библиотеци, која носи ознаку ПБ15 има 2849 сигнатура са око 5000 свезака књига и часописа.

## Занимљивости
Судбина библиотеке Стојана Новаковића која је подељена, уз примере још неких библиотека које су доживеле сличну судбину, попут библиотеке Вука Караџића и дворске библиотеке, довело је до тога да је у јануару 2014. године двадесет библиотечких целина проглашено културним добром од великог значаја и на тај начин оне неће смети да се распарчавају или отуђују. Проглашењем за културна добра, те библиотечке целине постале су заштићене као музејски експонати.